# Wacław Jan Przeździecki
Wacław Jan Przeździecki (ur. 15 lipca 1883 w Leśmierzu, zm. 29 czerwca 1964 w Penley) – generał brygady Wojska Polskiego, kawaler Orderu Virtuti Militari.

## Życiorys
Urodził się 15 lipca 1883 w majątku Leśmierz, w powiecie łęczyckim ówczesnej guberni kaliskiej, w rodzinie szlacheckiej h. Pierzchała, pozbawionej przez władze rosyjskie majątku ziemskiego. Rodzicami byli Jan, pracownik cukrowni, i Matylda z Kleinszmidt-Zarzyckich.
Kształcił się w Wyższej Szkole Rzemieślniczej w Łodzi – ukończył ją w 1903, a następnie w Instytucie Technologicznym w Charkowie, skąd w 1904 wydalono go za przynależność do organizacji niepodległościowej. W latach 1904–1906 uczył się w szkole wojskowej w Kazaniu, po jej ukończeniu w stopniu podporucznika otrzymał przydział do 260 pułku piechoty w Batumi, jako adiutant przy batalionie szkoły podoficerskiej. W 1913 awansował na kapitana. W czasie I wojny światowej dowodził kompanią, a następnie batalionem. Po ciężkim ranieniu w Prusach został uznany za niezdolnego do służby liniowej i zwolniony z armii. Od maja 1915 przebywał w Warszawie, gdzie pracował w komisji wojskowej. Po rewolucji lutowej działał w różnych polskich organizacjach w Rosji, m.in. w I Korpusie Polskim. W czerwcu 1917 był członkiem Polskiego Wojskowego Komitetu Wykonawczego. Był między innymi szefem sztabu twierdzy Bobrujsk, a później szefem sztabu 2 Dywizji Strzelców Polskich.
25 października 1918 został przyjęty przez Radę Regencyjną do Wojska Polskiego z zatwierdzeniem posiadanego stopnia kapitana ze starszeństwem z dniem 22 marca 1917. 21 listopada 1918 został wyznaczony na stanowisko szefa Wydziału (Oddziału) I Organizacyjnego Sztabu Generalnego w Warszawie. 18 grudnia 1918 został przesunięty na stanowisko szefa Oddziału VII Naukowego SG.
Na początku 1919, razem z grupą oficerów byłego I Korpusu Polskiego w Rosji, został skierowany do Poznania celem udzielenia pomocy w organizacji Armii Wielkopolskiej. 15 stycznia 1919 został oficerem do zleceń głównodowodzącego Siłami Zbrojnymi w byłym zaborze pruskim, generała porucznika Józefa Dowbor-Muśnickiego. 6 marca 1919 został mianowany dowódcą 5 pułku strzelców wielkopolskich. 23 marca 1919 został mianowany inspektorem piechoty 2 Dywizji Strzelców Wielkopolskich. 6 czerwca 1919 Komisariat Naczelnej Rady Ludowej, na wniosek głównodowodzącego, przyjął go oficjalnie do Sił Zbrojnych w byłym zaborze pruskim, w stopniu pułkownika.
W czasie wojny z bolszewikami dowodził kolejno: XXIX Brygadą Piechoty (lipiec 1919 – lipiec 1920), XIII Brygadą Piechoty (lipiec – sierpień 1920) i XXIV Brygadą Piechoty (wrzesień 1920 – październik 1921). 11 czerwca 1920 Naczelny Wódz zatwierdził go w stopniu podpułkownika z dniem 1 kwietnia 1920, w piechocie, w „grupie byłych Korpusów Wschodnich i byłej armii rosyjskiej”, a 21 czerwca 1920 Minister Spraw Wojskowych zezwolił mu „korzystać tytularnie ze stopnia pułkownika”. Dowodząc XXIV Brygadą Piechoty pozostawał w ewidencji 54 pułku piechoty.
1 września 1921 został zatwierdzony na stanowisku dowódcy piechoty dywizyjnej 27 Dywizji Piechoty w Kowlu. W latach 1921–1922 był słuchaczem I Kursu Doszkolenia Wyższej Szkoły Wojennej w Warszawie. 3 maja 1922 został zatwierdzony w stopniu pułkownika ze starszeństwem z dniem 1 czerwca 1919 i 108. lokatą w korpusie oficerów piechoty. We wrześniu 1922, po ukończeniu kursu i uzyskaniu „pełnych kwalifikacji do pełnienia służby na stanowiskach Sztabu Generalnego”, został przydzielony do Inspektoratu Armii Nr 2 na stanowisko I oficera sztabu generała dywizji Lucjana Żeligowskiego. Pełniąc służbę w Inspektoracie Armii Nr 2 pozostawał oficerem nadetatowym 55 pułku piechoty w Lesznie.
20 sierpnia 1926 Prezydent RP Ignacy Mościcki mianował go dowódcą 21 Dywizji Piechoty Górskiej w Bielsku. 16 marca 1927 Prezydent RP Ignacy Mościcki nadał mu stopień generała brygady ze starszeństwem z dniem 1 stycznia 1927 i 17. lokatą w korpusie generałów. Z dniem 30 czerwca 1936 został przeniesiony w stan spoczynku. Na emeryturze mieszkał w folwarku Natalin, w gminie Podorosk (powiat wołkowyski), który otrzymał w ramach osadnictwa wojskowego.
Po wybuchu II wojny światowej 1939 podczas kampanii wrześniowej ochotniczo organizował formacje rezerwowe. W połowie września został dowódcą Ośrodka Zapasowego Suwalskiej i Podlaskiej Brygad Kawalerii (jego poprzednikiem na tej funkcji był płk Edmund Heldut-Tarnasiewicz). Po agresji ZSRR na Polskę był dowódcą obrony Grodna przed nacierającą Armią Czerwoną. 23 września 1939 wydał podległym sobie oddziałom rozkaz przekroczenia granicy litewskiej. Przekroczył granicę Litwy i został tam internowany. W 1940 został wywieziony przez NKWD i umieszczony w obozie kozielskim. Na rozkaz Berii został przewieziony do Moskwy i osadzony w więzieniu na Łubiance. Otrzymał propozycję podjęcia się utworzenia polskiej armii u boku Armii Czerwonej. Po uwarunkowaniu przyjęcia propozycji od uzyskania zgody rządu polskiego rozmowy przerwano, a generała przewieziono do obozu jenieckiego NKWD w Griazowcu.
Po układzie Sikorski-Majski i tzw. amnestii zwolniony, w latach 1942–1947 przebywał w Palestynie. Postrzegany jako piłsudczyk nie uzyskał, pomimo kilkakrotnych próśb, zgody na przyjęcie do służby wojskowej. Zmarł 29 czerwca 1964 w Penley, w Wielkiej Brytanii. Został pochowany na cmentarzu w Pwllheli (hrabstwo Caernarfonshire, Walia).

## Ordery i odznaczenia
- Krzyż Srebrny Orderu Wojskowego Virtuti Militari nr 6689 – 10 maja 1922[18][19]
- Krzyż Komandorski Orderu Odrodzenia Polski – 10 listopada 1928 „za usługi na polu organizacji i wyszkolenia wojska”[20][21]
- Krzyż Niepodległości – 2 maja 1933 „za pracę w dziele odzyskania niepodległości”[22][23]
- Krzyż Walecznych trzykrotnie[24]
- Amarantowa wstążka – 22 czerwca 1918
- Złoty Krzyż Zasługi – 19 marca 1931 „za zasługi na polu organizacji i wyszkolenia wojska”[25]
- Medal Pamiątkowy za Wojnę 1918–1921[24]
- Medal Dziesięciolecia Odzyskanej Niepodległości[24]
- Brązowy Medal za Długoletnią Służbę[24]
- Odznaka Pamiątkowa I Korpusu Polskiego w Rosji
- Odznaka Pamiątkowa Więźniów Ideowych
- Krzyż Kawalerski francuskiego Orderu Legii Honorowej[24]
- Medal Zwycięstwa – 14 stycznia 1925[26]